# Rete tranviaria di Mannheim e Ludwigshafen
La rete tranviaria di Mannheim e Ludwigshafen è la rete tranviaria che serve le città tedesche di Mannheim e Ludwigshafen. È composta da dieci linee ed è collegata a Heidelberg e Weinheim tramite la rete metroviaria Oeg.

### Testi di approfondimento
- (DE) Fritz D. Kegel, U-Bahnen in Deutschland. Planung Bau Betrieb, Düsseldorf, Alba Buchverlag, 1971,  pp. 48-49, ISBN non esistente.